# شافهایم
شافهایم (به آلمانی: Schaafheim) یک شهر در آلمان است که در دارمشتات-دیبورگ واقع شده‌است. شافهایم ۸٬۸۷۱ نفر جمعیت دارد.